# Dacia Nova
Der Dacia Nova ist ein fünftüriger Kompaktklassewagen von Dacia. Der Nova entstand in Kooperation mit Peugeot und wurde 1995 in den Markt eingeführt. Er basierte auf dem Peugeot 309, wurde aber noch mit OHV-Motoren gefertigt. Das Folgemodell erschien 2000 und heißt Dacia SupeRNova.

## Motoren
| Name    | Hub- raum | Typ            | Leistung                     | Dreh- moment        | Höchst- geschwin- digkeit | Beschleu- nigung (0–100 km/h) | Benzin- verbrauch Stadt (100 km) | Benzin- verbrauch Land (100 km) |
| ------- | --------- | -------------- | ---------------------------- | ------------------- | ------------------------- | ----------------------------- | -------------------------------- | ------------------------------- |
| 1.6 GT  | 1557 cm3  | 8 Ventile SOHC | 52 kW (72 PS) bei 5500 min−1 | ? Nm bei 3000 min−1 | 160 km/h                  | 15,9 s                        | 11 l                             | 6 l                             |
| 16 GTi  | 1557 cm3  | 8 Ventile SOHC | 52 kW (72 PS) bei 5500 min−1 | ? Nm bei 3000 min−1 | 160 km/h                  | 15,9 s                        | 10 l                             | 6 l                             |
| 1.4 GLi | 1387 cm3  | 8 Ventile SOHC | 48 kW (65 PS) bei 5500 min−1 | ? Nm bei 3000 min−1 | 160 km/h                  | 15,9 s                        | 10 l                             | 6 l                             |